# Abigail Johnson
Abigail Pierrepont "Abby" Johnson (Boston, 19 de desembre de 1961) és una empresària i inversora nord-americana. Des de 2014, és presidenta i CEO per als Estats Units de Fidelity Investments (FMR). A més, presideix la companyia bessona Fidelity International (FIL).
Fidelity va ser fundada pel seu avi, Edward C. Johnson II. El seu pare, Edward C. "Ned" Johnson III és el president el Grup FMR. Al març de 2013, la família Johnson posseïa un 49% del total de la companyia.
La riquesa d'Abigail Johnson és d'aproximadament 14.000 milions de dòlars, la qual cosa la fa una de les dones més riques del món. El 2015, va ser inclosa en el posat 19è. entre les dones més riques, segons la revista Forbes.
Johnson va graduar en el Hobart and William Smith College amb un BA en Història de l'Art el 1984.
Després d'una breu estada com a assessora a Booz Allen Hamilton de 1985-1986, Johnson va completar un MBA a Harvard Business School i es va unir a Fidelity com a analista i directora de cartera el 1988. Va ser promoguda a una funció executiva en administració d'inversions en FMR en 1997. Des de llavors ha passat per tots els departaments de la companyia. Va ser nomenada presidenta a l'agost 2012.
A l'octubre de 2014, Abigail Johnson va ser nomenada, a més, CEO de Fidelity.

## Premis i reconeixements
Johnson és membre del Committee on Capital Markets Regulation. També forma part del Consell d'administració de Securities Industry and Financial Markets Association (SIFMA). És la primera dona membre del Financial Services Forum.
El 2015, va ser inclosa amb la posició 19 entre les dones més riques del planeta per la revista Forbes. El 2014, el seu lloc era el 34è, mentre que el 2013 ocupava el lloc 60è.